# 허두브레이드 화산

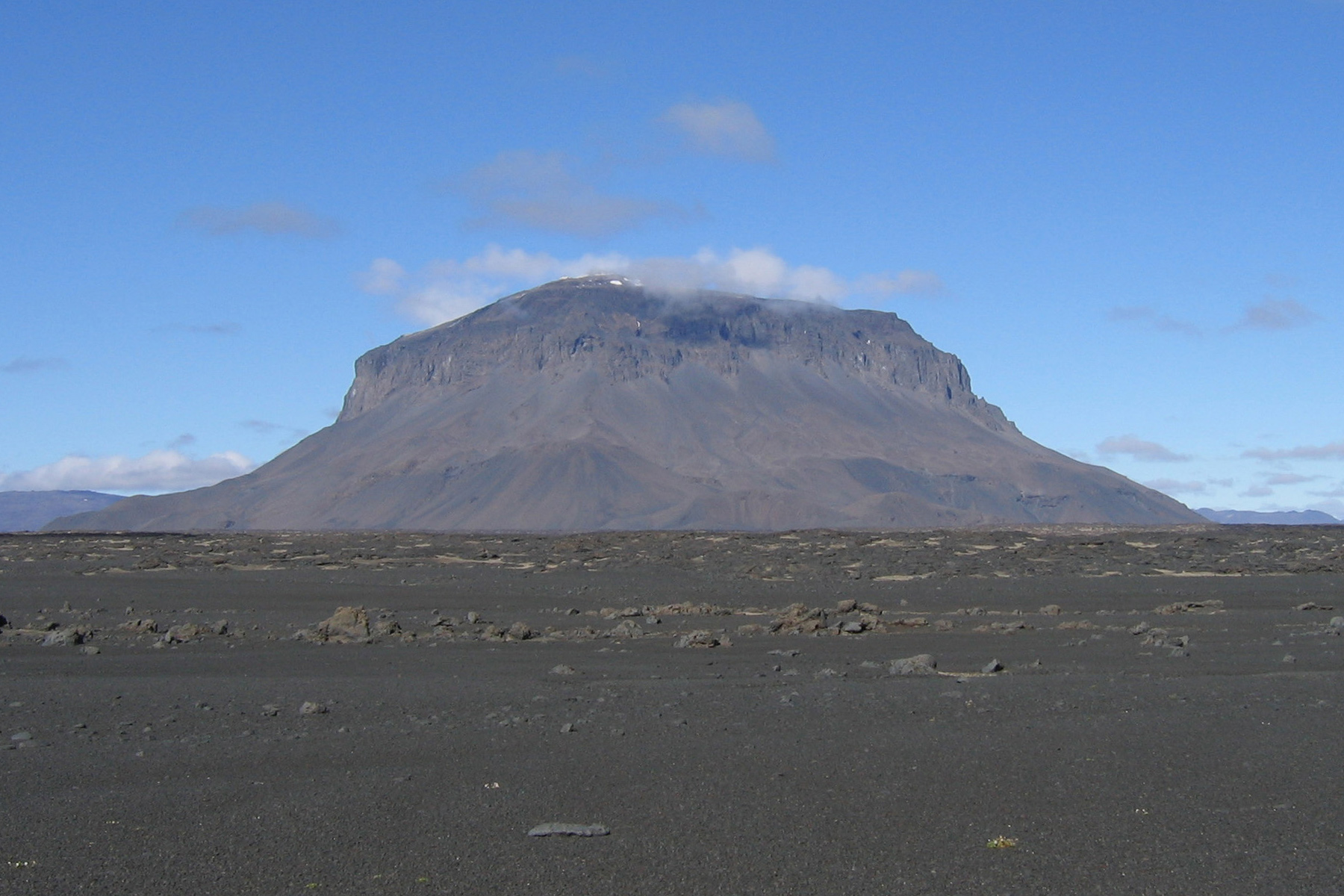

허두브레이드 화산(영어:Herdubreid)은 아이슬란드의 아스크야 산 근처에 있는 종상 화산으로, 휴화산인지 사화산인지
모른다. 그러나 사화산으로 추측되며, 정상에는 작은 하늘색 호수가 있다. 사막에 솟아있는데, 사막은 용암 대지이다.
그 용암 대지위해서 다시 한번 화산이 폭발하여 형성된 산이 지금이 허두브레이드 화산이라고 말한다.

## 같이 보기
- 아이슬란드의 지리